# Neslihan Atagül
Neslihan Atagül   (Istanbul, 20 d'agost de 1992), és una actriu turca. Més coneguda pel seu paper a Kara Sevda (2015-2017), una de les sèries turques més reeixides, venuda a més de 110 països i única guanyadora del premi Emmy Internacional en 2017. Actualment és coneguda pel seu paper en la sèrie de Star TV (Turquia) Sefirin Kızı com Nare Çelebi.
També destaquen els seus papers protagonistes en la sèrie Fatih Harbiye (2013-2014) en el canal Show TV com Neriman Solmaz i en les pel·lícules Araf i Senden Bana Kalan. Al llarg de la seva carrera com a actriu, Neslihan ha rebut nombrosos premis i elogis per les seves actuacions, entre els quals es troba el premi a "Millor Actriu" de l'Acadèmia en el Festival Internacional de Cinema de Tóquio.

## Biografia
Neslihan Atagül va néixer el 20 d'agost de 1992 a Istanbul. El seu pare era Yaşar Şener, qui es dedicava a la conducció i era d'ascendència circassiana. La seva mare és d'origen belarús i és mestressa de casa. Té un germà anomenat Ilkay. Va estudiar teatre en la Universitat de Yeditepe.

## Carrera professional

### Inicis
Es va proposar convertir-se en actriu quan només tenia 8 anys. Als 13 anys, va trobar el número d'Erberk Agency, propietat de Neşe Erberk; va obtenir la seva adreça i va anar amb la seva mare a registrar-se. Un mes després, va actuar en un comercial l'any 2005.
Un any després, en 2006, va debutar com a actriu en la pel·lícula İlk Aşk, pel qual va guanyar el primer premi de la seva carrera com a "Jove Actriu Prometedora". Poc després, va fer va obtenir el seu primer paper en la sèrie Yaprak Dökümü i, en els anys següents va participar en altres sèries com Canım Babam o Hayat Devam Ediyor.
L'any 2012, va destacar pel seu paper protagonista en la pel·lícula Araf, pel qual va guanyar nombrosos premis i va ser elogiada per la seva actuació per una directora japonesa. A més, va guanyar el premi a la "Millor Actriu" de l'Acadèmia en el prestigiós Festival Internacional de Cinema de Tòquio.

### 2013-2014Fatih Harbiye
L'any 2013, Neslihan Atagül va obtenir el seu primer paper protagonista en la sèrie de drama i romanç Fatih Harbiye, al costat de Kadir Doğulu. La sèrie és una adaptació del llibre homònim de l'escriptor turc Peyami Safa, publicada en 1931, on va interpretar a Neriman Solmaz, una jove òrfena de la seva mare que està compromesa amb el seu nuvi de tota la vida fins que coneix a Macit Arcaoğlu (Kadir Doğulu).
Fatih Harbiye es va estrenar el 31 d'agost de 2013 en el canal Fox (Turquia) i, més tard, es va desplaçar cap a Show TV. Va tenir 2 temporades i va finalitzar el 10 de desembre de 2014.

### 2015-2017Kara Sevda, el llançament de la seva carrera
L'any 2015, arribaria un dels papers més importants i més volguts de la seva carrera, el de Nihan Sezin en la sèrie de drama i romanç turca Kara Sevda. Nihan és una noia de classe alta que de manera casual coneix a Kemal (Burak Özçivit), un tímid noi de classe mitjana i tots dos s'enamoren. El seu amor és impossible a causa de la diferència de classes però busquen la manera d'estar junts. No obstant això, a causa d'un secret familiar, Nihan es veu obligada a casar-se amb Emir Kozcuoğlu (Kaan Urgancıoğlu), un home molt poderós però molt egoista i despietat i abandona a Kemal sense cap explicació. Per a intentar oblidar-la, Kemal decideix anar-se d'Istanbul però 5 anys després torna convertit en un important home de negocis que busca venjança i que intentarà descobrir tota la veritat.
La sèrie s'ha convertit en una fita en la història internacional de les sèries turques sent la primera i única sèrie turca a ser guardonada amb els premis de televisió més prestigiosos del món, els premis Emmy Internacional com a millor telenovel·la en 2017. A més va rebre el premi especial del jurat en els Seoul International Drama Awards.
Kara Sevda s'ha convertit en la sèrie turca més vista del mundo, sent traduïda a més de 50 idiomes i emetent-se en més de 110 països com Rússia, Itàlia, Alemanya, l'Iran, Eslovènia, l'Uruguai, Grècia, etc. En la seva emissió als Estats Units, es va convertir en la sèrie estrangera més vista de tota la història del país i en la sèrie turca que ha batut rècord, aconseguint grans audiències que cap altra sèrie turca ha aconseguit.
La sèrie va tenir va ser emesa per StarTV i va tenir 2 temporades amb un total de 74 episodis i, durant la seva emissió a Turquia, va ser una de les sèries més vistes. Es va estrenar el 14 d'octubre de 2015 i va finalitzar el 21 de juny de 2017. Gràcies a la seva actuació en aquesta sèrie, Neslihan va guanyar 4 premis com i la seva popularitat i reconeixement com a actriu va augmentar vertiginosament, no sols a Turquia sinó també a nivell internacional.
A causa de l'èxit irresistible de Kara Sevda en el món, en l'en el Museu de Cera de "Taixkent City Park" a l'Uzbekistan, s'exposen dues figures Nihan i Kemal en la part dedicada a Istanbul.

### 2019-2021Sefirin Kızı
L'any 2019, Neslihan Atagül va tornar a les pantalles amb la sèrie Sefirin Kızı, interpretant a Nare. Sancar (Engin Akyürek) i Nare estan enamorats des de nens però el pare de Nare no està d'acord amb la seva relació i, per a impedir que estiguin junts, fa desaparèixer a la seva filla i fent creure a Sancar que ella va fugir penedida.Anys després, tots dos es retroben però Sancar està preparant les seves noces amb una altra noia.
La sèrie va ser emesa per StarTV i va tenir 2 temporades amb un total de 52 capítols. Es va estrenar 16 de desembre de 2019 i va finalitzar l'11 de maig de 2021 i, per la seva actuació en la sèrie, l'actriu va guanyar el premi com a "Millor Actriu" en el Festival Internacional de Cinema Artemis de Izmir. No obstant això, a meitat de la sèrie, Neslihan va anunciar la seva retirada de la sèrie per problemes de salut ja que sofria la "síndrome de l'intestí permeable".

### Present
Actualment, l'actriu es troba immersa en un nou projecte professional, la revista Hadsiz, que portarà impressionants fotografies, entrevistes exclusives a grans convidats

## Vida personal
A l'octubre de 2013, Neslihan va començar a sortir amb Kadir Doğulu, el seu coprotagonista en Fatih Harbiye. Es van comprometre al novembre de 2015 i es van casar al juliol de 2016.

## Fiomografía

### Televisió
| Any       | Títol              | Personatge     | Nota (s)              |
| --------- | ------------------ | -------------- | --------------------- |
| 2006-2010 | Yaprak Dökümü      | Deniz          | Actriu de repartiment |
| 2011      | Canım Babam        | Pınar          | Actriu de repartiment |
| 2011-2013 | Hayat Devam Ediyor | Şirin Bakırcı  | Actriu de repartiment |
| 2013-2014 | Fatih Harbiye      | Neriman Solmaz | Protagonista          |
| 2015-2017 | Kara Sevda         | Nihan Sezin    | Protagonista          |
| 2018      | Dip                | Bilge          | Protagonista          |
| 2019-2021 | Sefirin Kızı       | Nare Çelebi    | Protagonista          |

### Cinema
| Any  | Títol             | Personatge   | Nota (s)              |
| ---- | ----------------- | ------------ | --------------------- |
| 2006 | İlk Aşk           | Bahar (jove) | Actriu de repartiment |
| 2012 | Araf              | Zehra        | Protagonista          |
| 2015 | Senden Bana Kalan | Elif         | Protagonista          |

## Premis i nominacions
| Any  | Premis                                                      | Categoria                                                 | Pel·lícula o sèrie | Resultat  | Referències  |
| ---- | ----------------------------------------------------------- | --------------------------------------------------------- | ------------------ | --------- | ------------ |
| 2006 | Altın Koza Film Festivali                                   | Jove actriu prometedora                                   | İlk Unşk           | Guanyador | [ 12 ]       |
| 2007 | Festival de Cinema de Moscou 2morrow                        | La millor actriu de present i de futur                    | Yaprak Dökümü      | Guanyador | [ 12 ]       |
| 2011 | Altın Koza Film Festivali                                   | Jove actriu prometedora                                   | Canım Babam        | Guanyador | [ 12 ]       |
| 2012 | 45. SİYAD Ödülleri                                          | Cahide Sonku En İyi Kadın Oyuncu                          |                    | Guanyador | [ 12 ]       |
| 2012 | 25è Festival Internacional de Cinema de Tòquio              | Millor actriu                                             |                    | Guanyador | [ 3 ] [ 13 ] |
| 2012 | Festival Internacional de Cinema de Pune                    | Millor actuació                                           |                    | Guanyador | [ 12 ]       |
| 2012 | 16. Flying Broom International. Festival de Cinema de Dones | Actriu més jove                                           |                    | Guanyador | [ 12 ]       |
| 2015 | Ayaklı Newspaper Awards                                     | Millor actriu de sèrie dramàtica                          | Kara Sevda         | Guanyador |              |
| 2016 | Golden Object Awards                                        | Millor actriu                                             | Kara Sevda         | Guanyador |              |
| 2016 | 16º Magazinci.com Internet Media (mejores)                  | Millor actriu                                             | Kara Sevda         | Guanyador |              |
| 2016 | Altın Kelebek Ödülleri                                      | Millor actriu de drama                                    | Kara Sevda         | Nominat   |              |
| 2016 | Altın Kelebek Ödülleri                                      | Millor parella de sèrie (Neslihan Atagül i Burak Özçivit) | Kara Sevda         | Nominat   |              |
| 2016 | 6º Ayaklı Gazete TV Stars Awards                            | Millor actriu de drama                                    | Kara Sevda         | Nominat   |              |
| 2016 | KTÜ Media Awards                                            | Actriu millor qualificada                                 | Kara Sevda         | Nominat   |              |
| 2016 | Müzikonair Awards                                           | Millor actriu                                             | Kara Sevda         | Guanyador |              |
| 2016 | Ege University 5th Media Awards                             | Millor actriu                                             | Kara Sevda         | Nominat   |              |
| 2016 | Seoul International Drama Awards                            | Millor actriu                                             | Kara Sevda         | Nominat   |              |
| 2017 | Bilkent TV Awards                                           | Millor actriu                                             | Kara Sevda         | Nominat   |              |
| 2017 | Turkish Children's Awards                                   | Millor actriu                                             | Kara Sevda         | Nominat   |              |
| 2020 | Festival Internacional de Cinema Artemis de Esmirna         | Millor actriu                                             | Sefirin Kızı       | Guanyador | [ 12 ]       |